# Courbu blanc
Pour les articles homonymes, voir Courbu.
Le courbu blanc est un cépage de France de raisins blanc.

## Origine et répartition géographique
Le courbu blanc est un cépage du Sud-Ouest entrant dans l’appellation jurançon.
Le courbu noir n'est pas la variété noire du courbu blanc. Le Petit Courbu est également très semblable au courbu blanc.

## Caractères ampélographiques
- Extrémité du jeune rameau cotonneux blanc à liseré carminé.
- Jeune feuilles duveteuses, vertes, à plages bronzées
- Feuilles adultes, à 3 lobes (rarement 5 lobes) avec des sinus latéraux larges et à fonds concaves, un sinus pétiolaire en lyre étroite, dents ogivales et moyennes, un limbe aranéeux.

## Aptitudes culturales
La maturité est de troisième époque hâtive: 25 jours après le chasselas.

## Potentiel technologique
Les grappes sont petites et les baies sont de taille petite. La grappe est cylindrique, parfois ailée. Le cépage est vigoureux et fertile avec une taille généreuse. Il est légèrement sensible à la pourriture grise, à l'oïdium et à la cochylis.
Les vins sont de grande qualité, fin, plutôt neutre et souple. Le courbu blanc est souvent vinifié avec le petit manseng.

## Synonymes
- Bordeleza zuria au pays basque espagnol ;
- Cougnet dans l’appellation Pacherenc du Vic-Bilh ;
- Courbu Blanc, Courbu Petit, Courtoisie à Portet ;
- Vieux Pacherenc à Lembeye ;
- Xuri Cerratia au pays basque.